# Матрицант
Матрица́нт — фундаментальная матрица {\displaystyle X(t)} решений системы обыкновенных дифференциальных уравнений
{\displaystyle x'(t)=A(t)x(t),\quad x(t)\in \mathbb {R} ^{n},\quad A(t)} — однопараметрическое семейство матриц.
нормированная в точке {\displaystyle t_{0}}. (Также матрицантом иногда называют матрицу Коши системы дифференциальных уравнений.)
Матрицант является единственным непрерывным решением матричной задачи Коши
{\displaystyle X'=A(t)X}, {\displaystyle X(t_{0})=I} ({\displaystyle I} — единичная матрица)
если матричная функция {\displaystyle A(t)} локально суммируема на некотором интервале.
Любое решение {\displaystyle x(t)} системы записывается в виде {\displaystyle x(t)=X(t)x(t_{0})}.

## Представление в виде ряда
Для матрицанта справедливо разложение в ряд
{\displaystyle X(t)=I+\int _{t_{0}}^{t}A(t_{1})dt_{1}+\int _{t_{0}}^{t}A(t_{1})\int _{t_{0}}^{t_{1}}A(t_{2})dt_{2}dt_{1}+\ldots =}
{\displaystyle =I+\sum \limits _{n=1}^{\infty }\;\int \limits _{t_{0}<t_{1}<\ldots <t_{n}<t}\prod \limits _{k=1}^{n}A(t_{k})\prod \limits _{k=1}^{n}dt_{k}}

## Представление в виде экспоненты
Если матрица {\displaystyle A(t)} удовлетворяет условию Лаппо-Данилевского:
{\displaystyle [\int _{t_{0}}^{t}A(s)ds,A(t)]=0,}
где {\displaystyle [\cdot ,\cdot ]} — коммутатор, то матрицант примет вид:
{\displaystyle X(t)=e^{\int _{t_{0}}^{t}A(s)ds}}
В общем случае решение может быть записано через T-экспоненту:
{\displaystyle X(t)=\mathrm {Texp} \left(\int _{t_{0}}^{t}A(s)ds\right)}

## Определитель матрицанта
Определитель матрицанта является определителем Вронского фундаментальной нормированной системы решений соответствующего дифференциального уравнения. Для него справедлива формула Лиувилля-Остроградского
{\displaystyle W_{n}(t)=\det X(t)=e^{\int _{t_{0}}^{t}\mathop {\rm {tr}} \;A(s)ds}}
Тогда с учётом {\displaystyle x(t)=X(t)x(t_{0})} формула Лиувилля-Остроградского для определителя Вронского произвольной системы решений примет вид:
{\displaystyle W(t)=W(t_{0})e^{\int _{t_{0}}^{t}\mathop {\rm {tr}} \;A(s)ds}.}